# Castelul Teleki din Posmuș
Castelul Teleki din Posmuș este un ansamblu de monumente istorice aflat pe teritoriul satului Posmuș, comuna Șieu. În Repertoriul Arheologic Național, monumentul apare cu codul 34672.02.

Ansamblul este format din două monumente:
- Pavilion de intrare, cu corpuri laterale (laturile de nord și sud) (cod LMI BN-II-m-A-01685.01)
- Corp principal, castelul Teleki (cod LMI BN-II-m-A-01685.02)

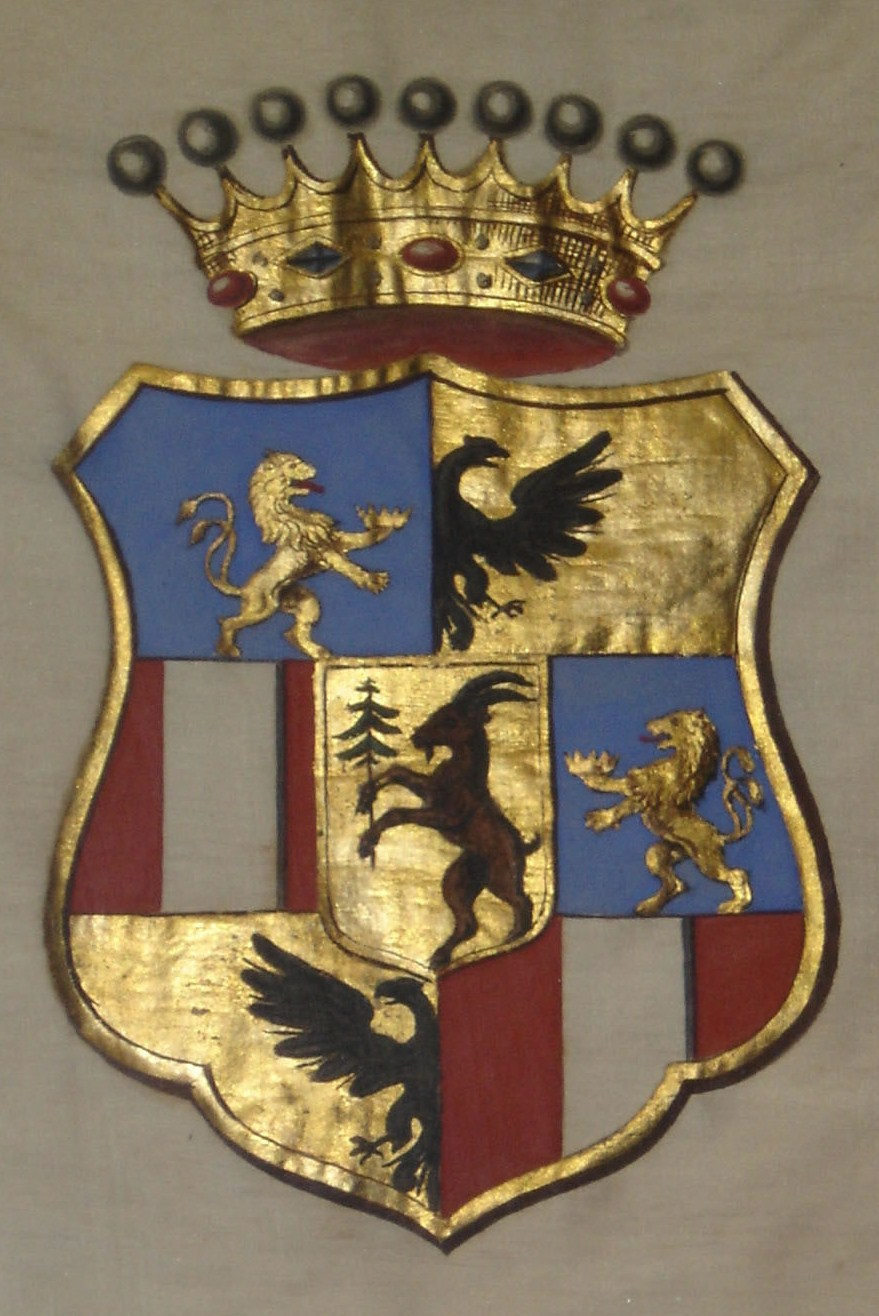
Blazonul familiei Teleki, având în cadranul central capra neagră, vechiul simbol al familiei primit în 1409, simbol comun cu al rudelor lor din familia Szilágyi.

## Localitatea
Posmuș (în dialectul săsesc Puespesch, în germană Paßbusch, Passbusch, Passbesch, în maghiară Paszmos) este un sat în comuna Șieu din județul Bistrița-Năsăud, Transilvania, România. A fost menționat pentru prima dată în anul 1228.

## Istoric și trăsături
Satul Posmuș a fost întemeiat de către coloniști germani. Mihály Teleki (1634-1690), cancelar al Transilvaniei, a dobândit o proprietate însemnată în zonă, în jurul anului 1680. Atunci încă nu exista vreo casă pe domeniul familiei, dar la mijlocul secolulul al XVIII-lea, mai mulți nepoți ai lui Teleki trăiau în Posmuș.
La mijlocul secolului al XVIII-lea, pe locul conacului de astăzi se aflau mai multe clădiri șubrede din lemn. Pál Teleki și Borbála Haller au reconstruit clădirea în stil baroc. Ei sunt cei care au comandat crearea formei dreptunghiulare a castelului: pe laturi se aflau magaziile, grajdul și închisoarea, în spate, clădirea principală, reconstruită între anii 1750 și 1752, iar în față bastionul de poartă, construit în jurul anilor 1760. Bastionul de poartă, clădire în care se afla și o capelă, a fost folosit ulterior ca și casă de oaspeți.
În 1823 conacul a fost afectat de un incendiu. Lucrările de reconstrucție au fost conduse de către Ferenc Teleki și s-au terminat în anul 1830. În timpul revoluției din 1848-1849, conacul a fost distrus, Ferenc Teleki mutându-se pe domeniul lui din Șomcuța Mare. În anul 1868, Andor Teleki a efectuat lucrările de reparații la conac. În 1936, grajdul din stânga bastionului de poartă a fost demolat și reconstruit la o distanță mai mare de conac. Tot în anii 1930 a fost finalizată noua aripă a conacului, în stil baroc, pe baza planurilor arhitectului Lajos Meczner.
După anul 1945, proprietatea familiei Teleki a fost naționalizată, devenind sediu de Întreprindere Agricolă de Stat. Conacul era înconjurat de întinderi mari de păduri și un parc. Pădurea a fost în mare parte defrișată, dar au mai rămas pe domeniu mai mulți arbori seculari, există și un stejar care are vârsta de peste 500 de ani. Castelul este în proprietatea Consiliului Județean Bistrița-Năsăud, care a început în anul 2019 lucrările de reabilitare a monumentului: s-au făcut lucrări de subzidire, bolțile au fost salvate, s-au găsit soluții pentru a reface acoperișul, păstrând arhitectura veche, blazonul familiei Teleki, descoperit sub zidărie, a fost curățat și acum este protejat. Corpurile 2 și 3 ale castelului au fost  refăcute și acoperite în totalitate.

## Imagini

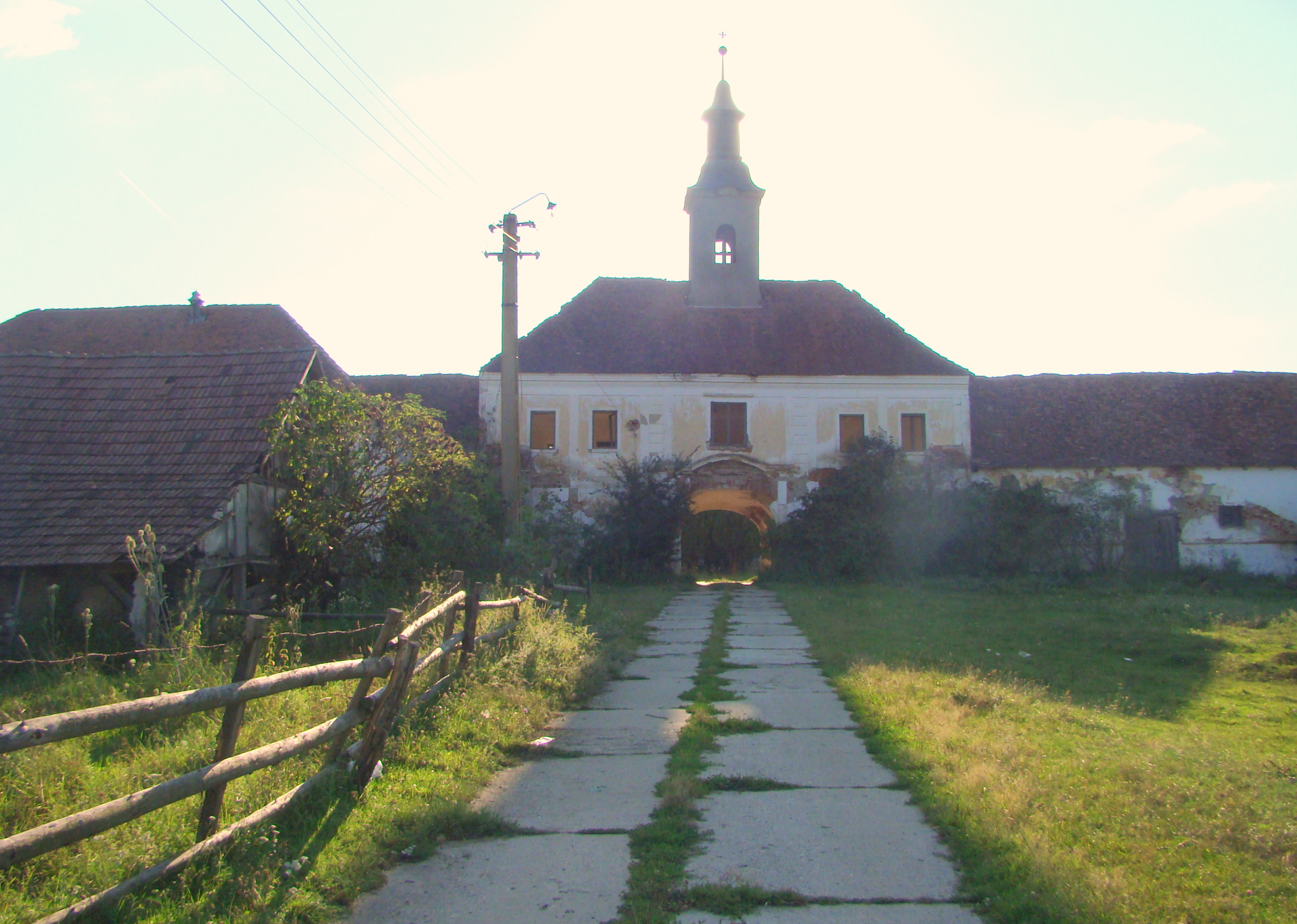
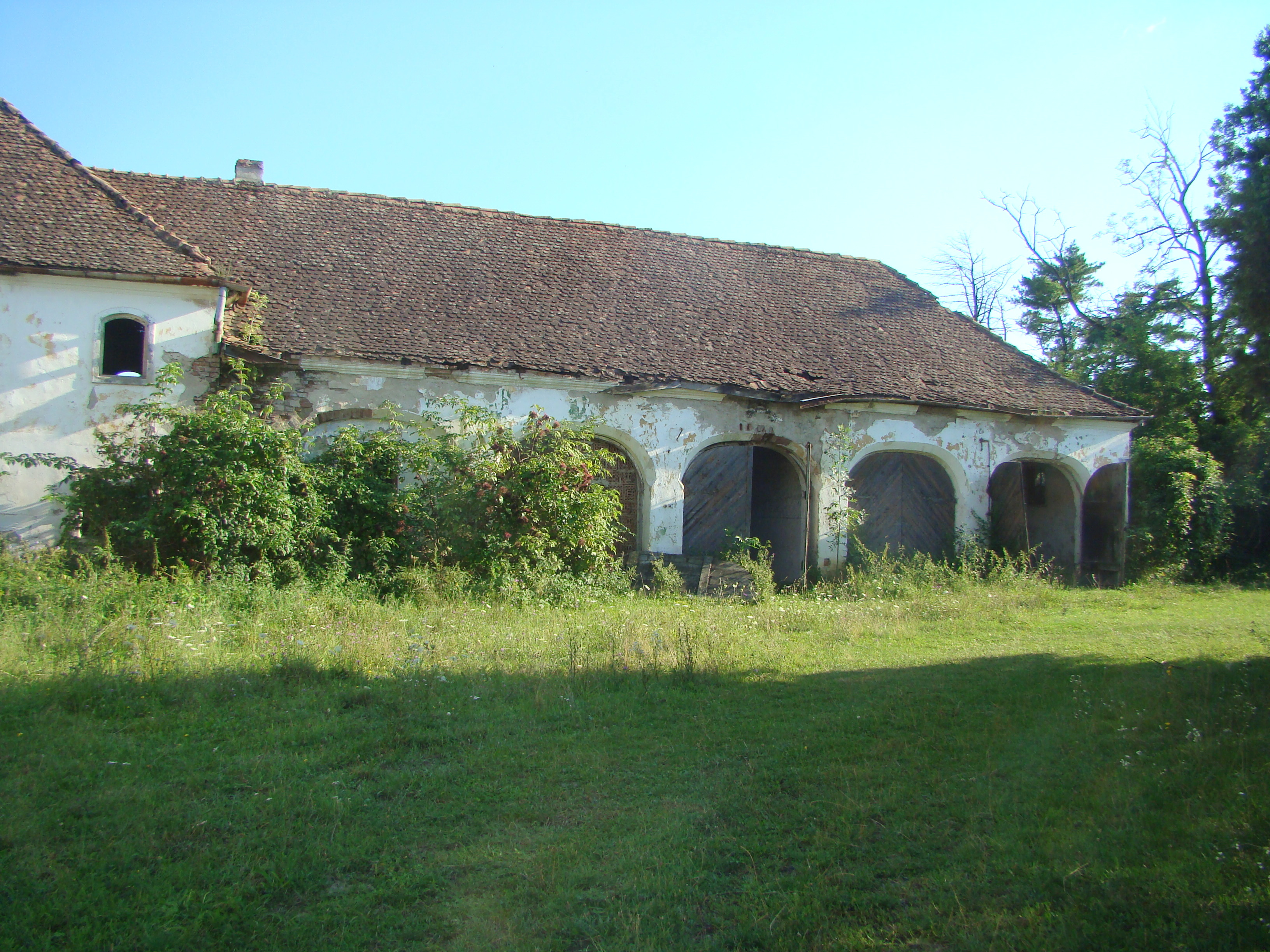
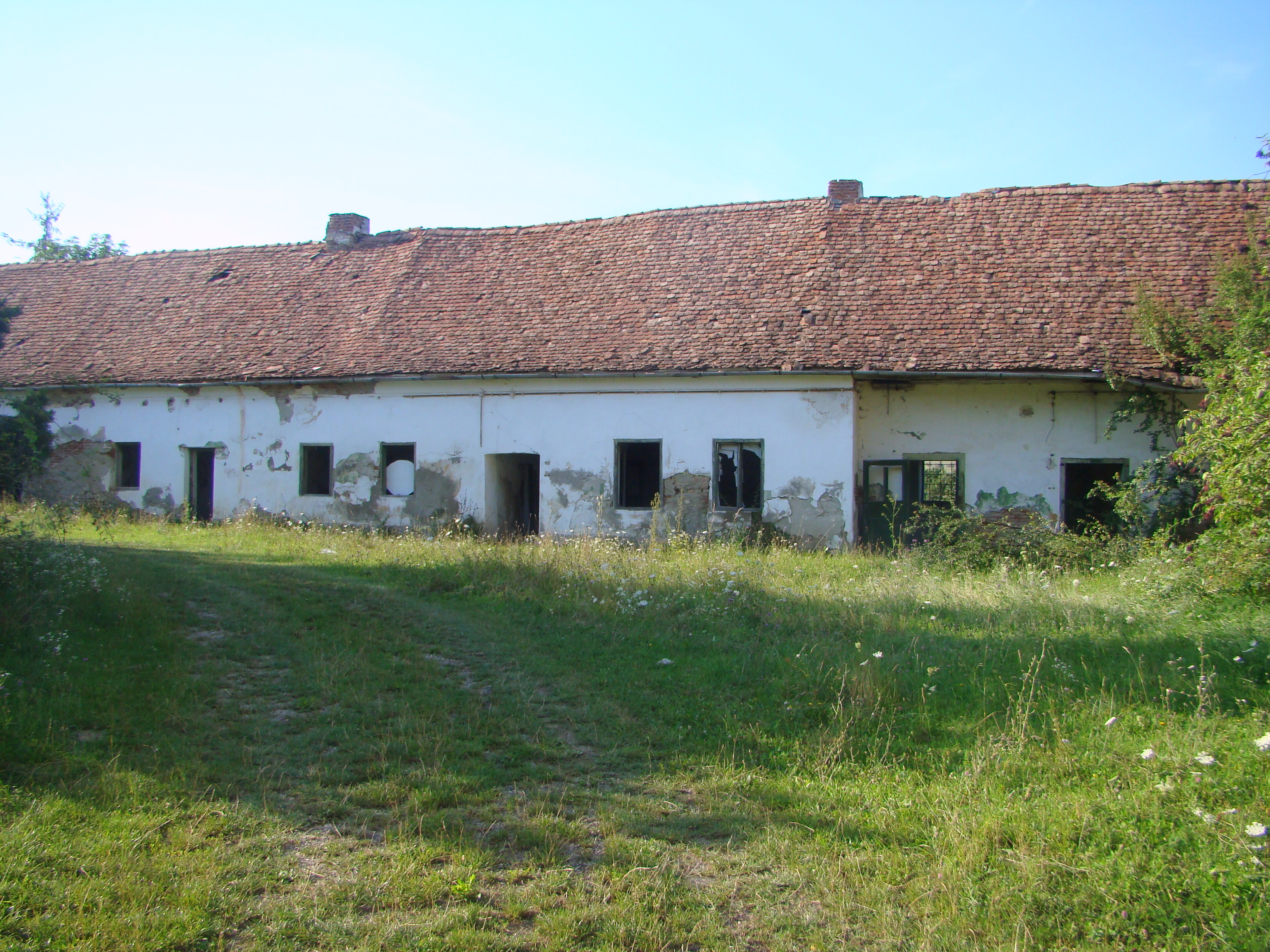
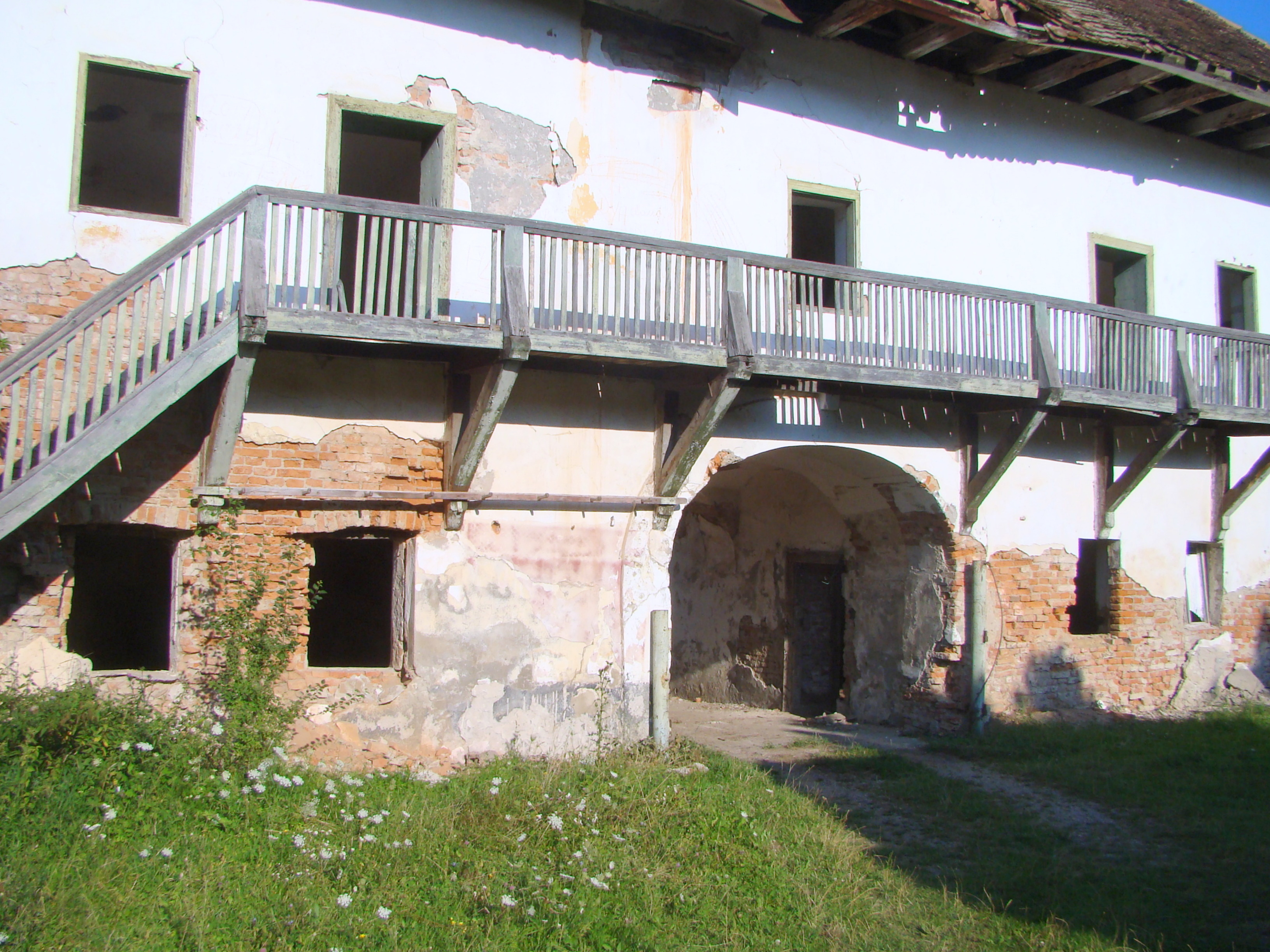
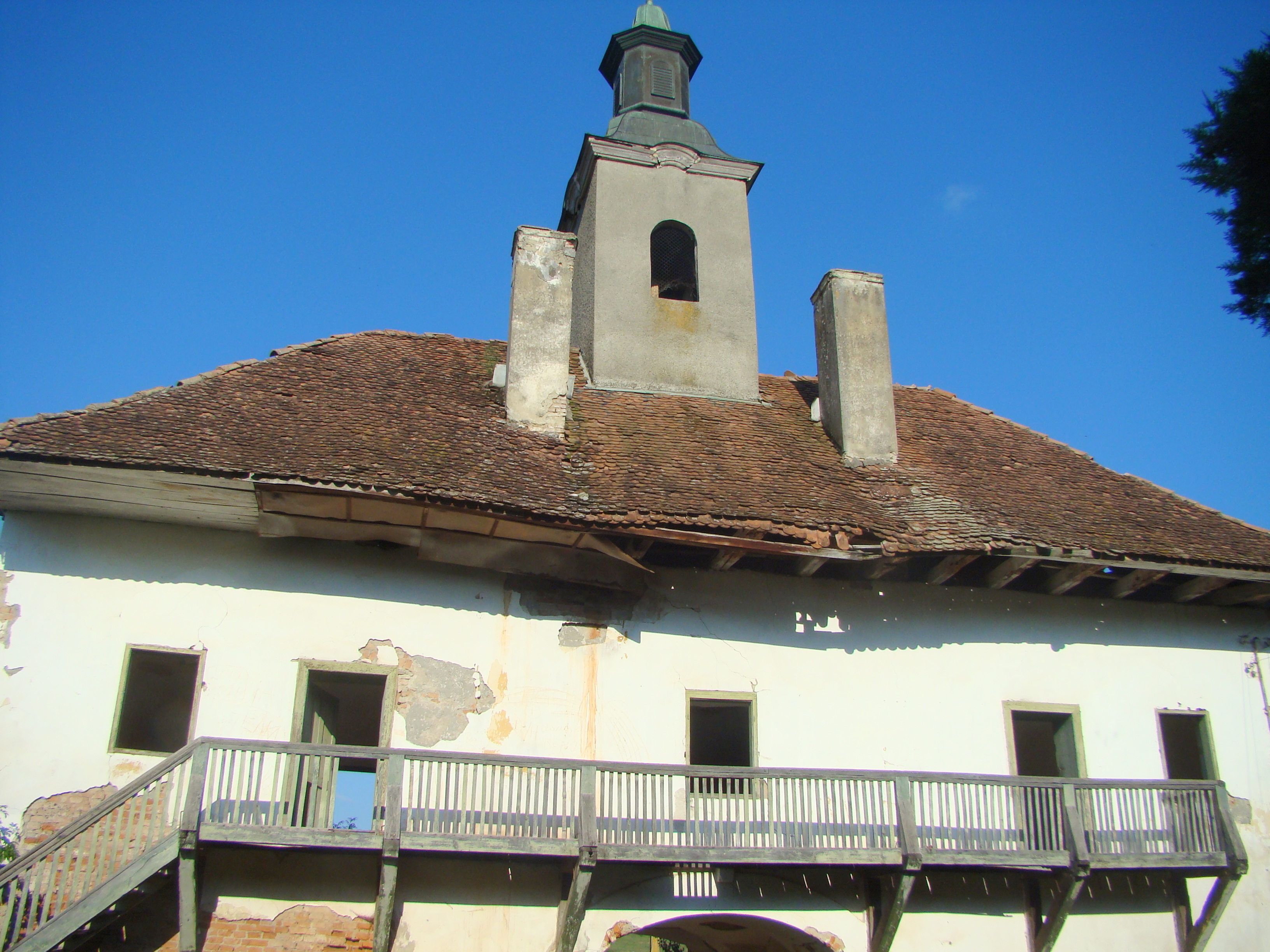
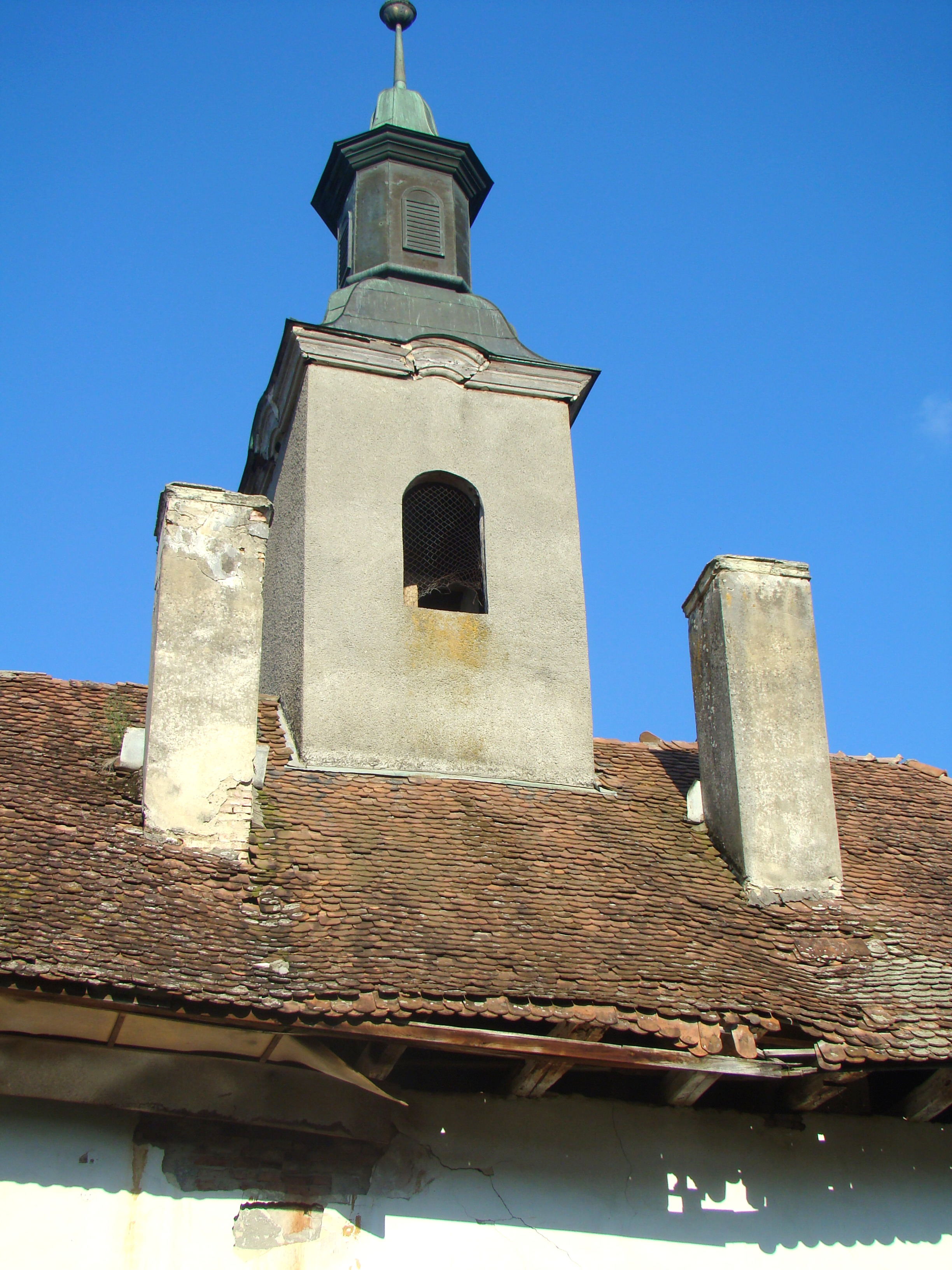
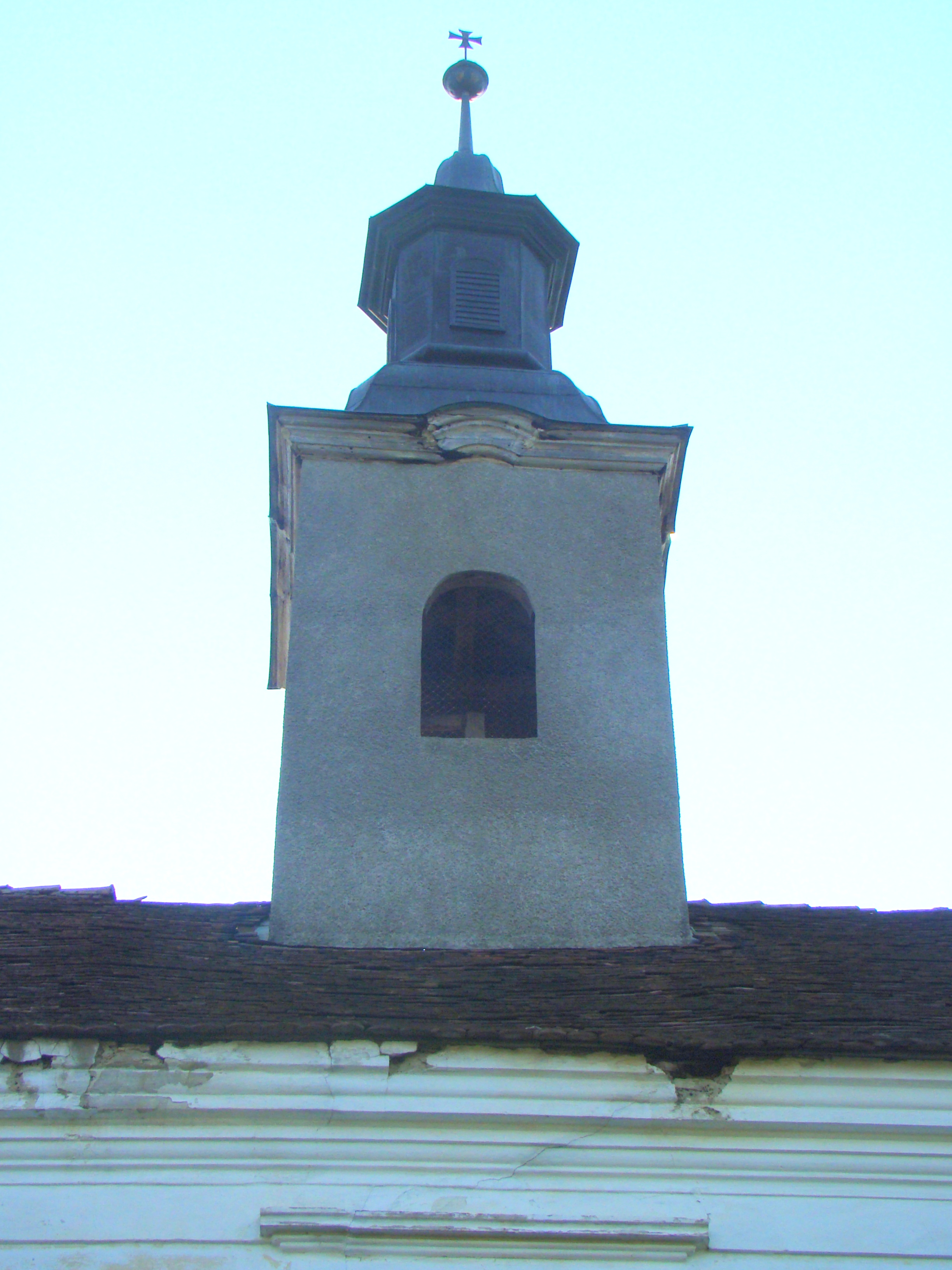
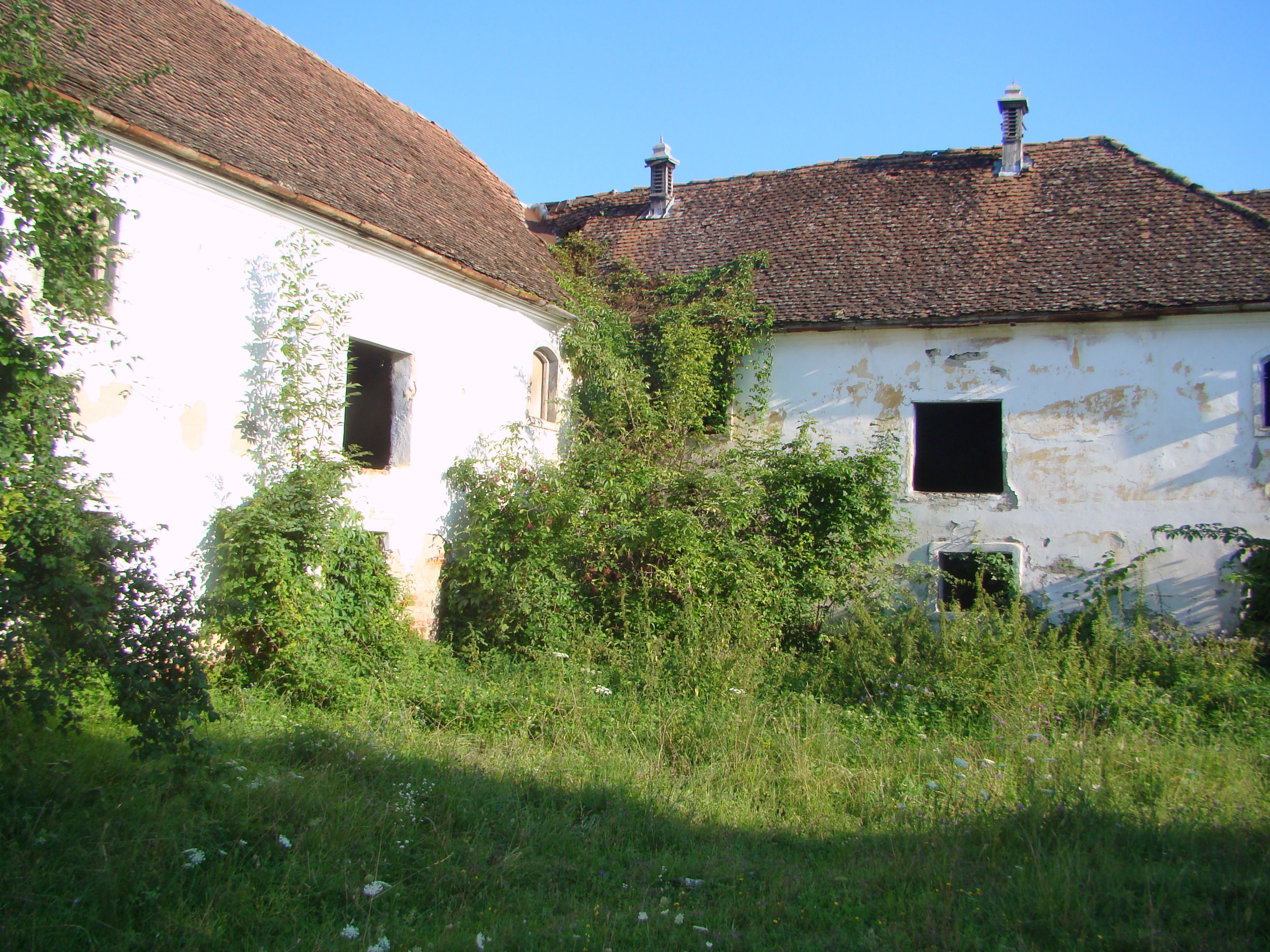
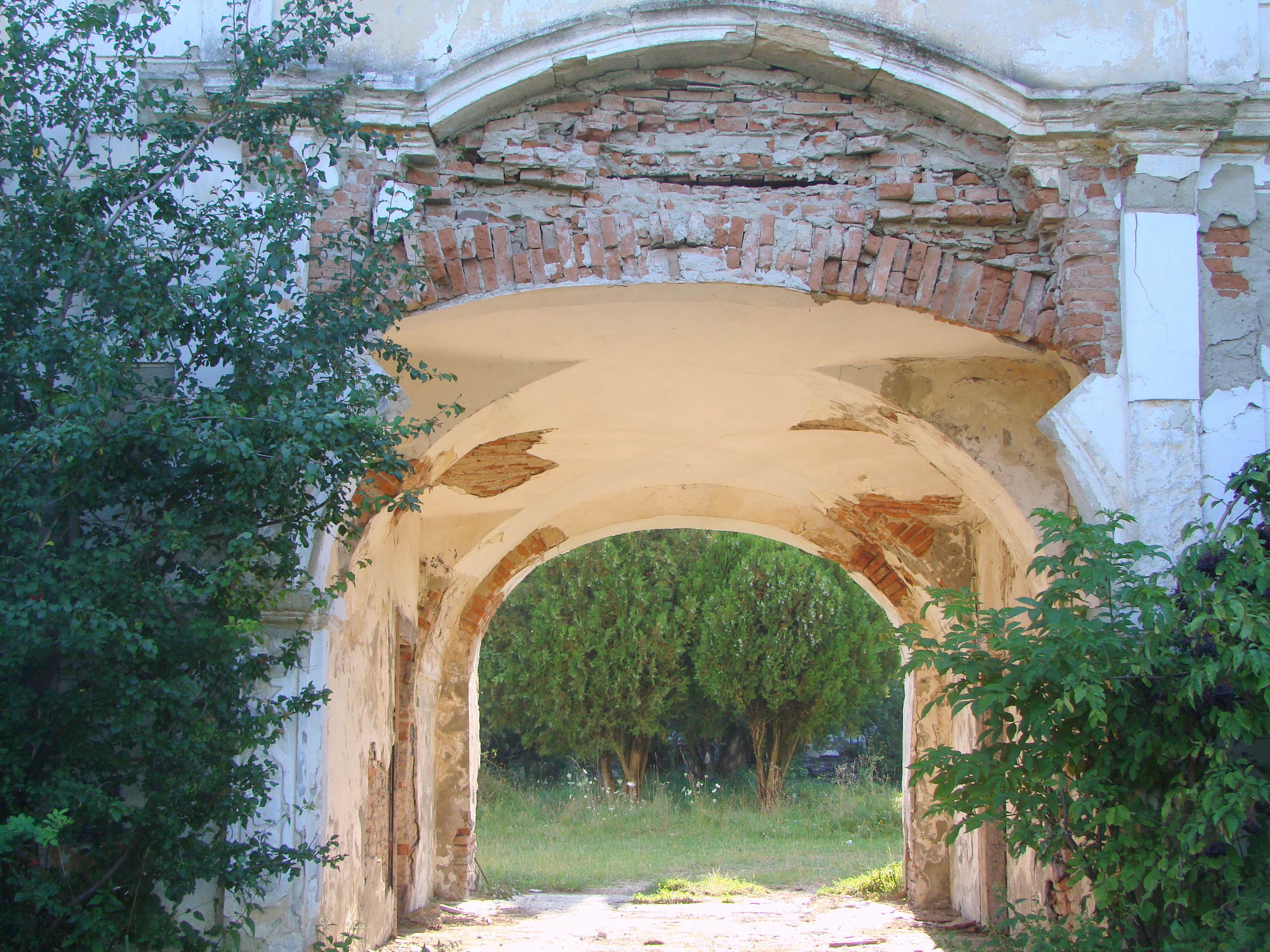
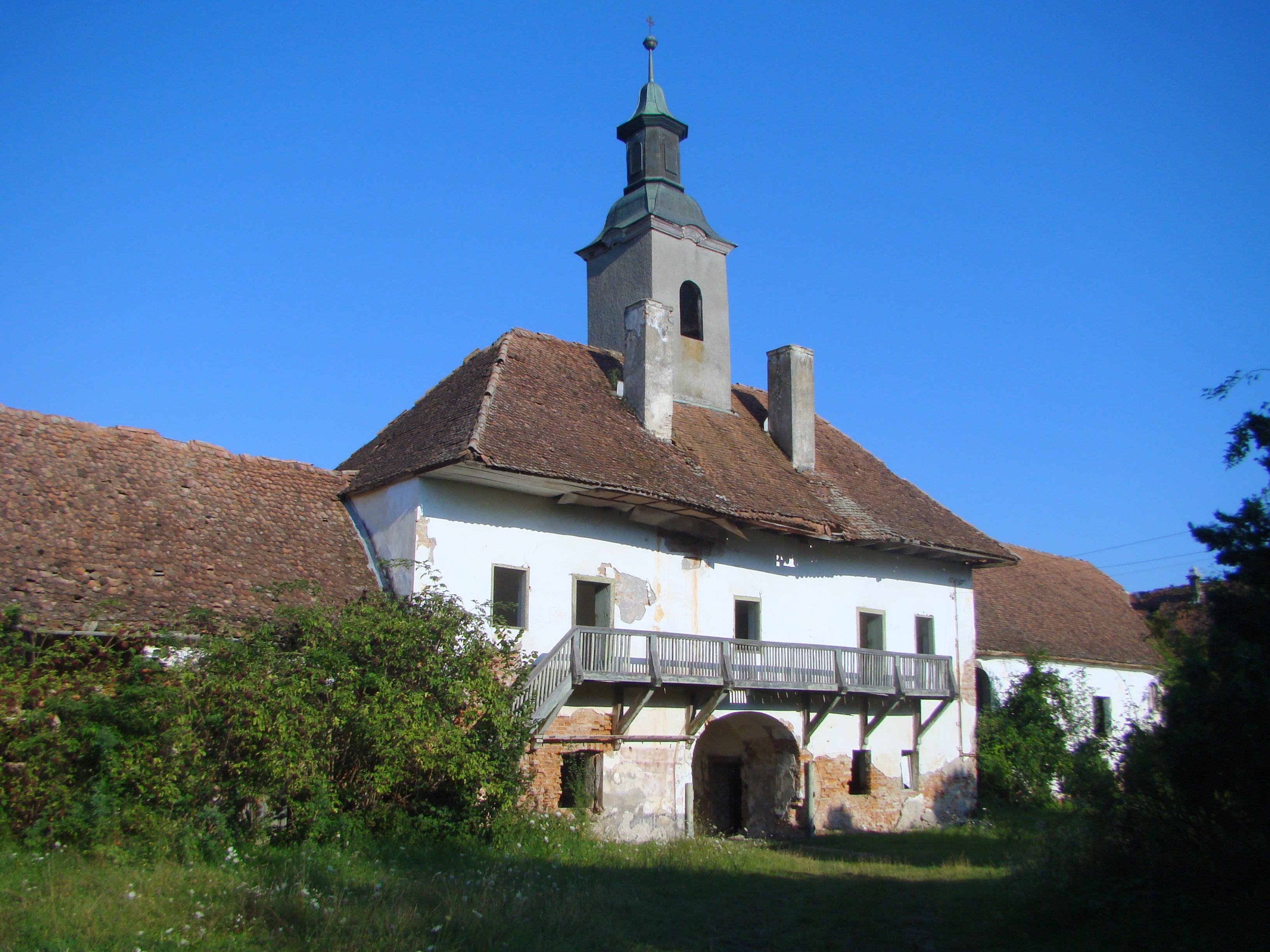
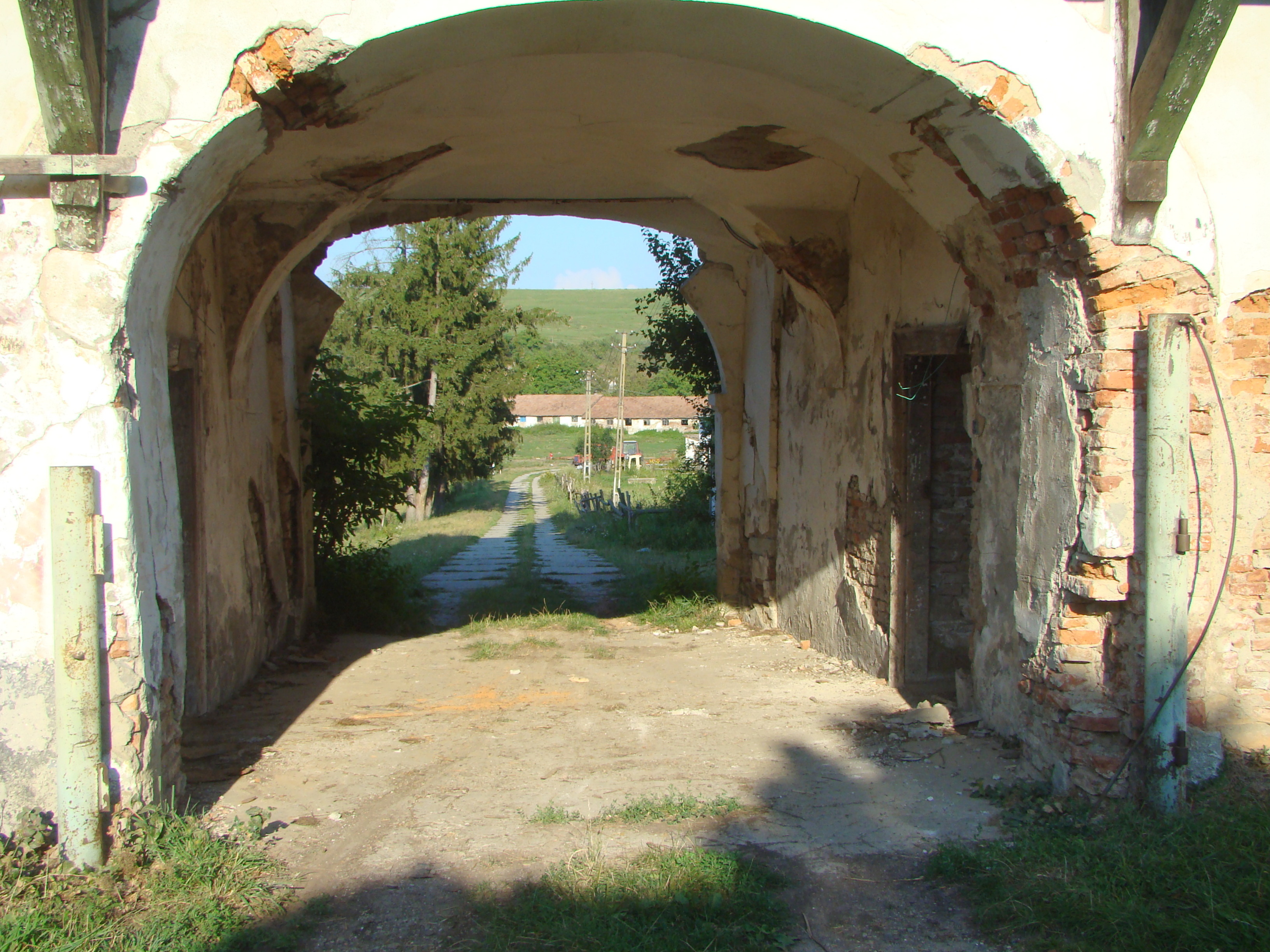
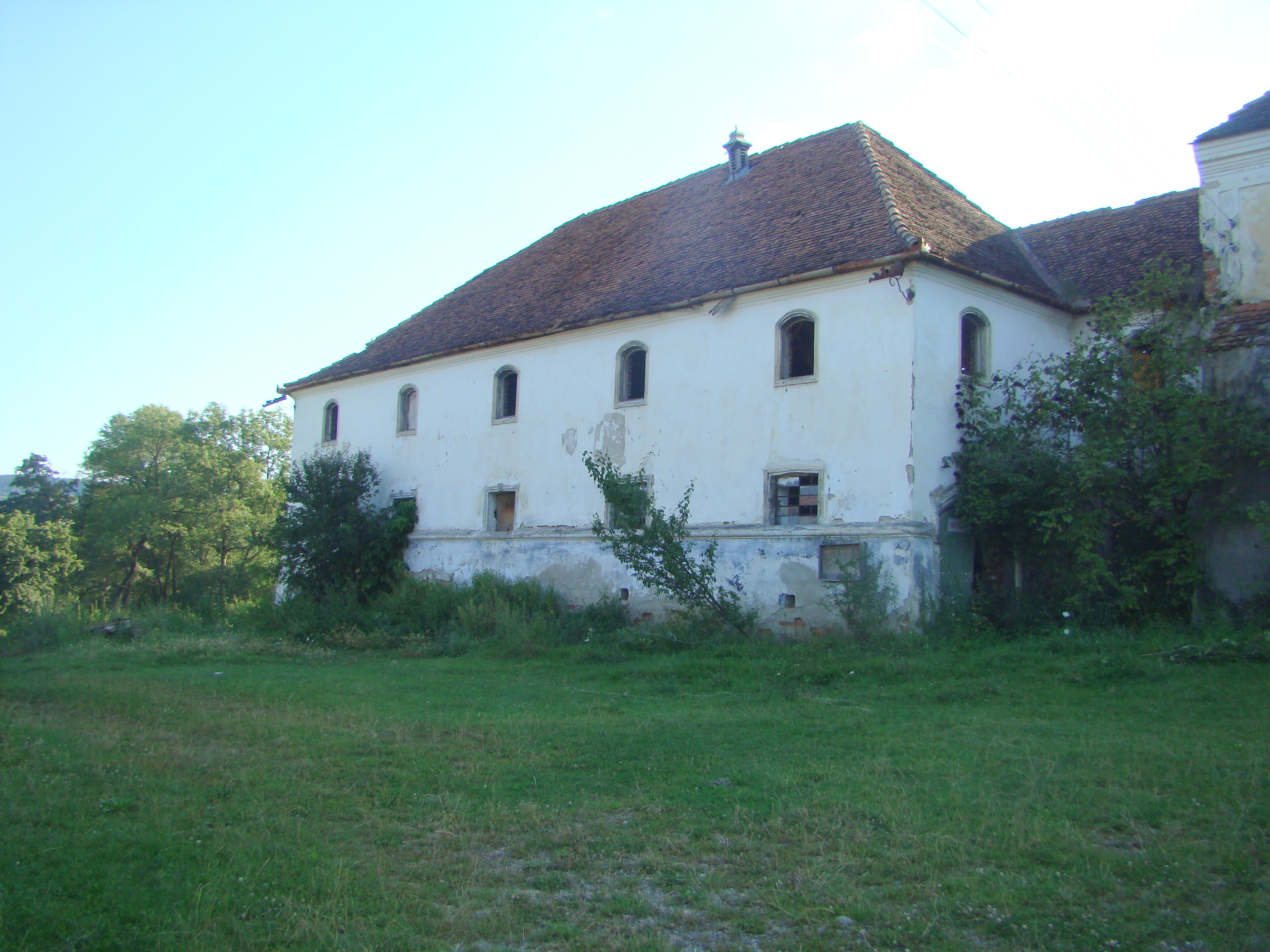
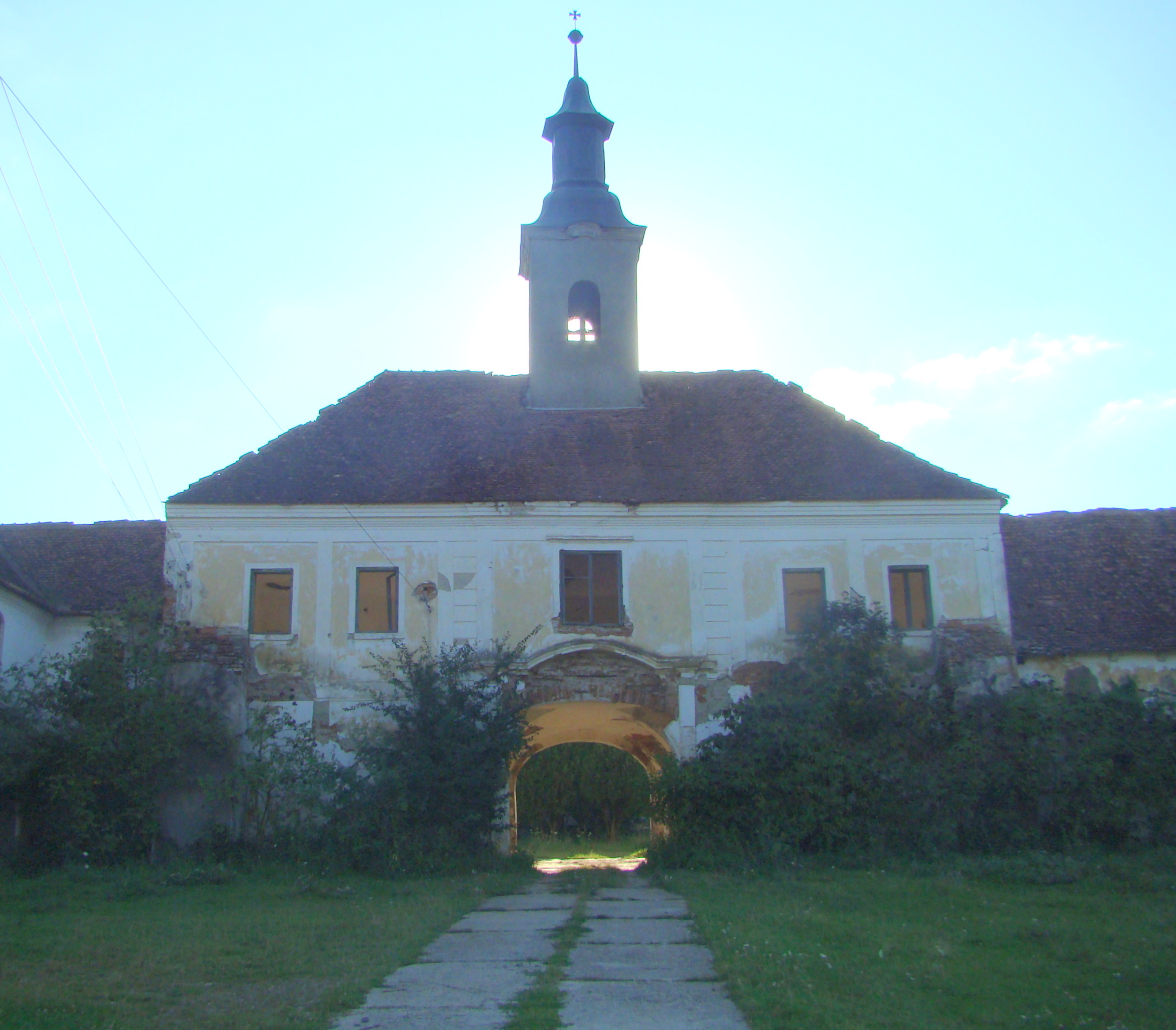
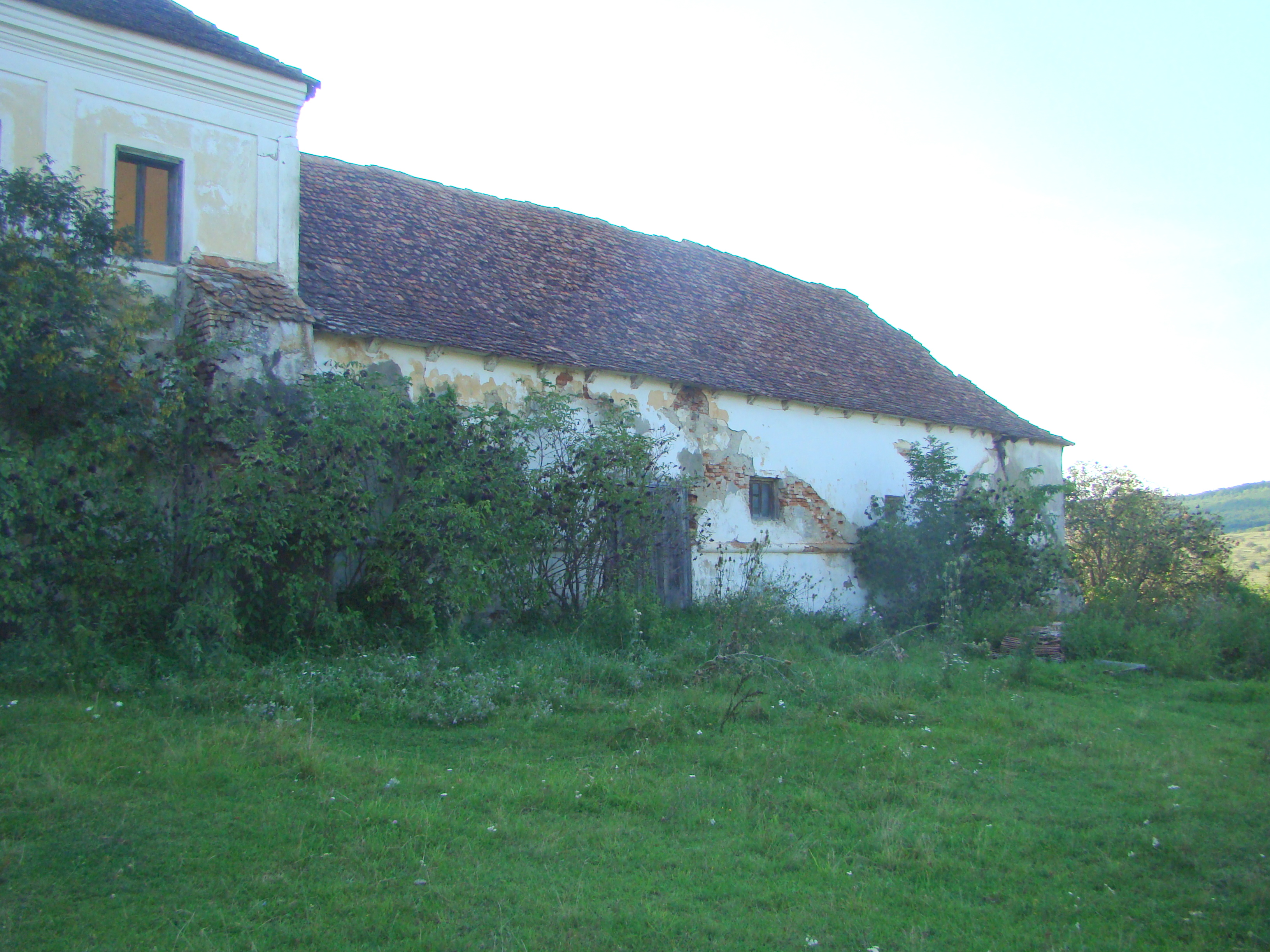
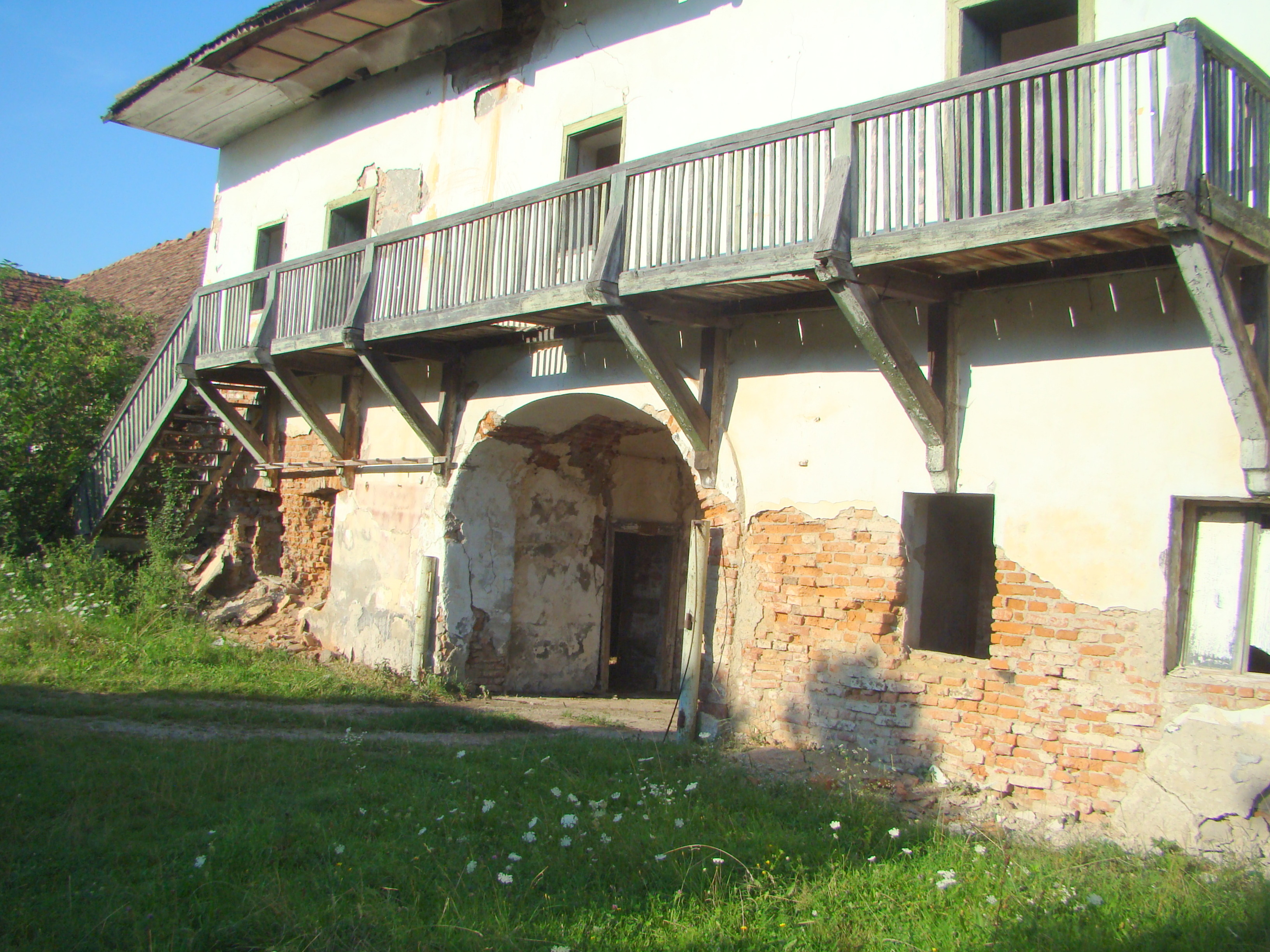
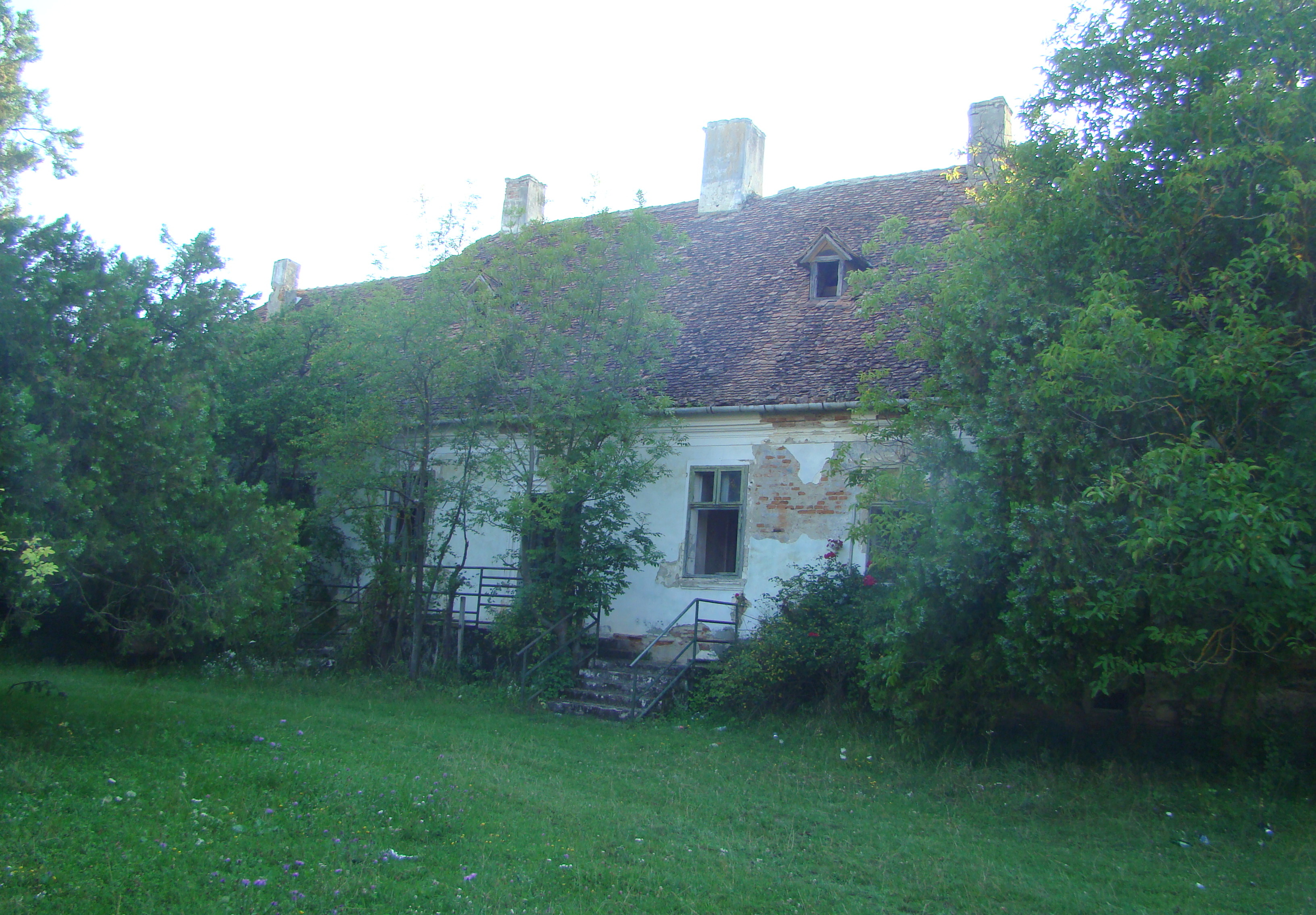
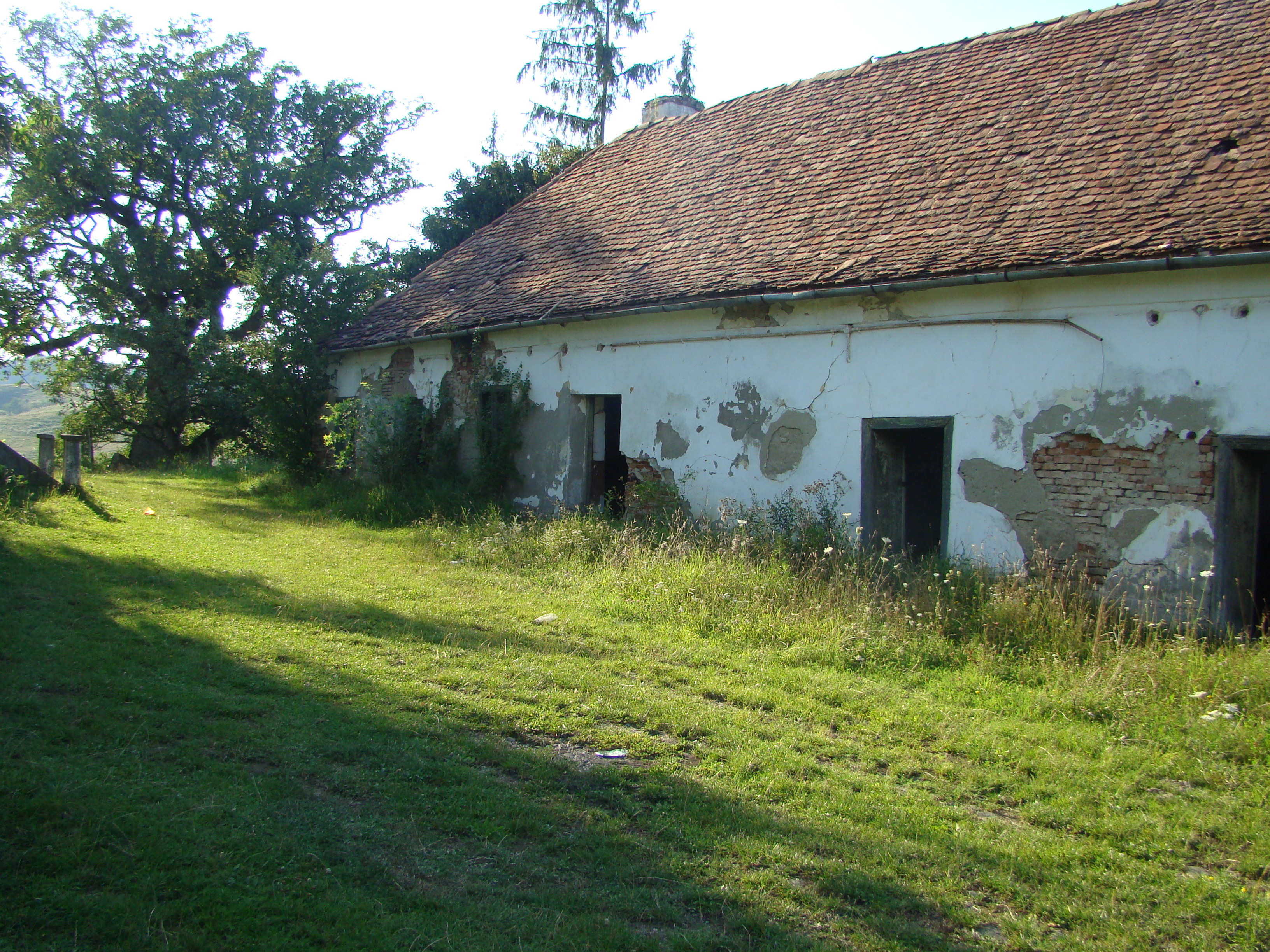